# Beatriz Sánchez

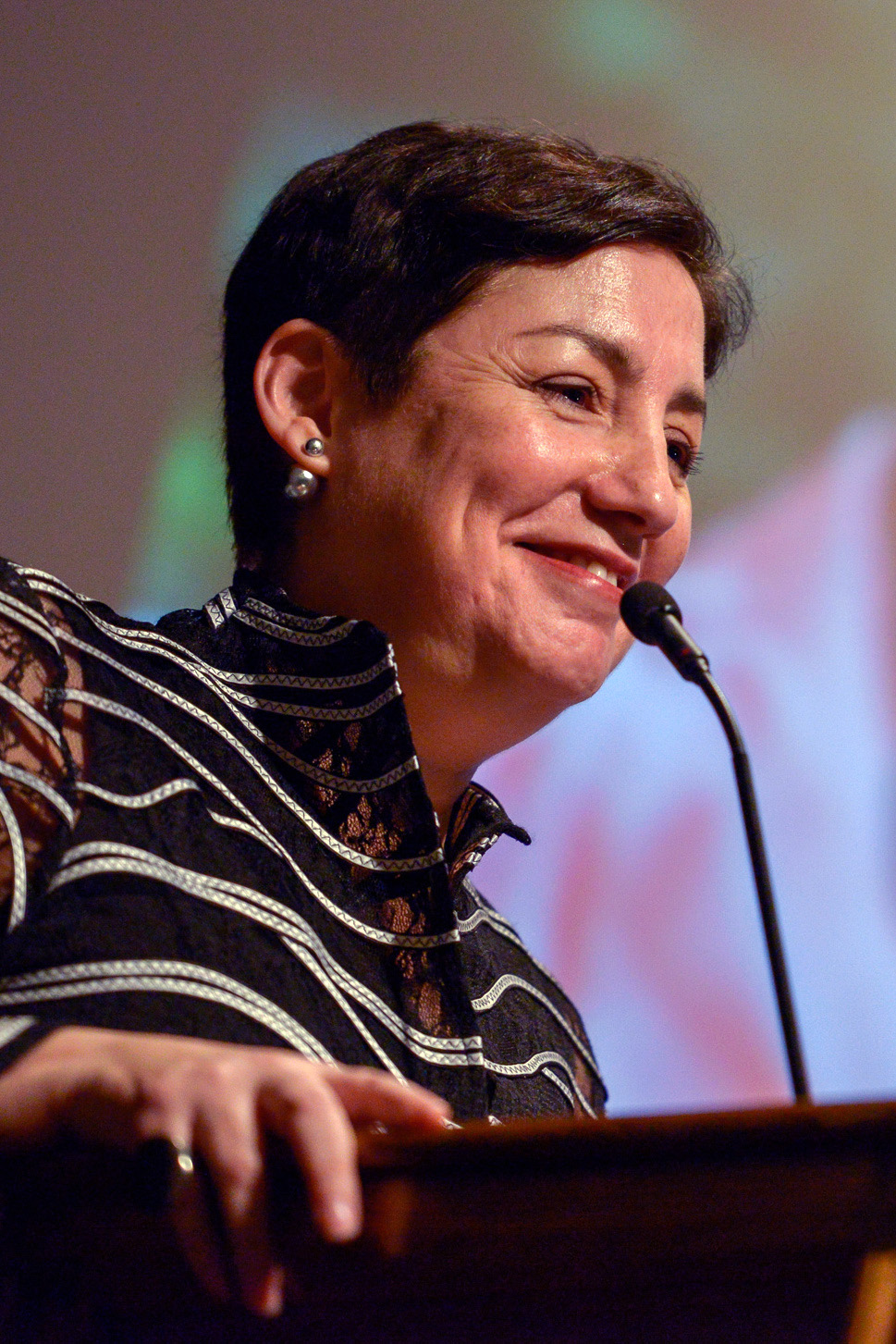
Beatriz Sánchez 2016

Beatriz Sánchez (* 24. Dezember 1970 in Viña del Mar) ist eine chilenische Journalistin und Politikerin der Frente Amplio. Sie trat 2017 für das chilenische Präsidentschaftsamt an.
Beatriz Sánchez studierte Politik und Geschichte an Universidad de Concepción. Ab 1990 arbeitete für verschiedene Medien, häufig auch den öffentlichen Rundfunk und Fernsehen in Chile.
Sánchez repräsentiert die neue chilenische Linke. Sie und das Frente Amplio wollen den Abbau der chilenischen Bodenschätze, wie Kupfer und andere Ressourcen verstaatlichen, ebenso die wichtigen Wasserunternehmen. Freie Bildung und eine Gesundheitsfürsorge für alle Chilenen sind weitere Ziele.